# ВКВ (літак)
ВКВ ( партизанський ) — проект літака короткого зльоту та посадки, призначений для перекидання трьох бійців ( партизан ) або вантажів загальною масою до 600 кілограм та експлуатації з необладнаних майданчиків розміром 20×20 метрів. 

## Призначення
Крім основного призначення літак передбачалося використовувати у таких випадках: санітарний, сільськогосподарський, аерофотознімальний . У 1951 був розроблений ескізний проект, який отримав схвалення ВПС СРСР і позитивний висновок ЦАГІ з двома зауваженнями: відсутність передкрилка на центроплані може призвести до передчасного зриву потоку з крила, питання про стійкість та керованість на малих швидкостях польоту потребує великих продувок та досліджень. Але підтримки проект літака ВКВ у МАП СРСР не отримав, відповідно не було здійснено.

## Конструкція
Велика площа скління передньої та задньої частин фюзеляжу забезпечує широкий огляд у всіх напрямках. Оперення кріпиться до крила двома клепаними балками, розчаленими стрічками до кабіни . Ці конструктивні особливості дозволяють застосувати особисту зброю для відбиття повітряних атак супротивника.

## Характеристики
Злітно-посадкові характеристики забезпечувалися високою енергоозброєністю літака (два двигуни АІ-14Р по 260 кінських сил при злітній масі 2100 кілограм), низьким питомим навантаженням на крило (50 кгс/м²), наявністю автоматичних передкрилок . Така механізація крила у поєднанні з переставним у польоті стабілізатором дозволяла отримати посадкову швидкість не більше 50 км/год за максимальної швидкості 210 км/год. Шасі з великим ходом амортизації (до 700 мм) дозволяло виконувати посадки з парашутуванням .